# Secundaria Bromwell
Secundaria Bromwell (Bromwell High en la versión original) es una serie animada estadounidense-británico-canadiense producida por Hat Trick Productions, Decode Entertainment, Taffy Entertainment, y Mike Young Productions. Es emitida en los Estados Unidos por el canal BBC America, en Latinoamérica por el bloque de Cartoon Network "Adult Swim" y en Canadá por el canal de Teletoon.

## Introducción

### Cambio de título
Según Toonhound.com la serie iba a llamarse Streatham Hill, pero hubo problemas con el título ya que el nombre era de una escuela británica real. Por ese motivo tuvieron que renombrarlo a Bromwell High en septiembre del 2006.

## Trama
La trama gira en torno a la rutina escolar de tres estudiantes (Natella, Keisha y Latrina) que se ven envueltas en diversas situaciones ya sean personales o producidas por sus profesores o las autoridades de una secundaria británica. Además de ello, también se muestra los puntos de vista de los profesores en donde son explotados con bajos salarios, siendo estos no tan "profesionales" o no se interesan por sus alumnos.
Esta serie está enfocada a un público juvenil con una trama de humor negro, en la serie se desarrollan temas como embarazos, pobreza escolar, rivalidades y otros que giran alrededor de las protagonistas principales.

## Personajes
Natella: es una chica de origen asiático, es la chica más inteligente del salón y sobre sale del resto de sus compañeros, aunque no es tomada en cuenta por nadie.
Latrina: un estereotipo de las chicas rubias, no es muy inteligente y siempre está hablando por celular además de no saber quien puede ser su padre.
Keisha: una chica negra que demuestra mucho a los estereotipos negros, es muy violenta y grosera, no tiene respeto por nadie y nada.

## Lista de episodios
| Episodios de La Primera Temporada ! |
| ----------------------------------- |
| 1.-Tolerancia                       |
| 2.-Historia Policial                |
| 3.-Keisha Enamorada                 |
| 4.-No Más Profesores                |
| 5.-Día de San Valentín              |
| 6.-Carrera de Despidos              |
| 7.-Adiós al Dinero Fácil            |
| 8.-Explosión Demográfica            |

### Español
- Secundaria Bromwell en Adult Swim Latinoamérica

### Inglés
- Secundaria Bromwell en Teletoon
- Minisitio en Hat Trick Productions
- Sitio de la serie en ABC TV (Australia)

- Datos: Q2926033